# Студент
Студент је полазник факултета или високе школе. Статус студента стиче се уписом на универзитет или високу школу, а доказује се одговарајућим студентским документом (нпр. индексом).
Студенти су и чланови академске заједнице и могу учествовати у научном раду. Студенти прве године факултета или више школе називају се „бруцоши”, а студенти који су похађали, али нису положили све студијске предмете, називају се „апсолвенти”.

## Међународни дан студената
Међународни дан студената (17. новембар) обележава годишњицу нацистичког напада на Универзитет у Прагу 1939. године након студентских демонстрација против немачке окупације Чехословачке. Немци су затворили све чешке универзитете и колеџе, послали су преко 1.200 студената у нацистичке концентрационе логоре и погубили девет студентских вођа (17. новембра).

## Студентска политика
Студенти имају сопствену струју политике и активизма у кампусу и ван њега. Покрет за права студената се усредсредио на оснаживање студената слично радничком покрету.

## Зрели студенти
Зрели, нетрадиционални или одрасли студент у терцијарном образовању (на универзитету или колеџу) се обично класификује као (додипломски) студент који има најмање 21—23 године на почетку свог курса и обично је био ван образовног система најмање две године. У зреле студенте спадају и они који су деценијама били ван образовног система или ученици без средњег образовања. Одрасли студенти такође чине популацију дипломаца и постдипломаца према демографској старости.

## Студентске подвале
Студенти универзитета су асоцирани са шалама и подвалама још од стварања универзитета у средњем веку. То често може укључивати ситни криминал, као што је крађа саобраћајних чуњева и друге јавне имовине, или преваре. Такође није неуобичајено да ученици из једне школе украду или унаказе маскоту супарничке школе. Заправо, шале играју толико значајну улогу у студентској култури да су објављене бројне књиге које се фокусирају на то питање.